# 대한민국의 네덜란드 축구 리그 진출 선수 명단

## 에레디비시(최상위 리그)
sortable" style="text-align: center;

| # | 이름   | 구단           | 시즌      | 비고 | 근거자료 |
| - | ------ | -------------- | --------- | ---- | -------- |
| 1 | 허정무 | PSV 에인트호번 | 1980–1983 |      |          |
| 2 | 노정윤 | NAC 브레다     | 1998      |      |          |

## 에이르스터 디비시(2부 리그)
| # | 이름 | 구단 | 시즌 | 비고 | 근거자료 |
| - | ---- | ---- | ---- | ---- | -------- |
| 1 |      |      |      |      |          |
|   |      |      |      |      |          |
| 2 |      |      |      |      |          |

## 같이 보기
- en:List of foreign football players in the Netherlands
- 대한민국의 잉글랜드 축구 리그 진출 선수 명단
- 대한민국의 프랑스 축구 리그 진출 선수 명단
- 대한민국의 독일 축구 리그 진출 선수 명단
- 대한민국의 이탈리아 축구 리그 진출 선수 명단
- 대한민국의 스페인 축구 리그 진출 선수 명단

## 참고 자료
- 역대 해외 축구 리그 진출 한국인 선수 명단 - 유럽지역 보관됨 2019-01-28 - 웨이백 머신